# Порчелліно

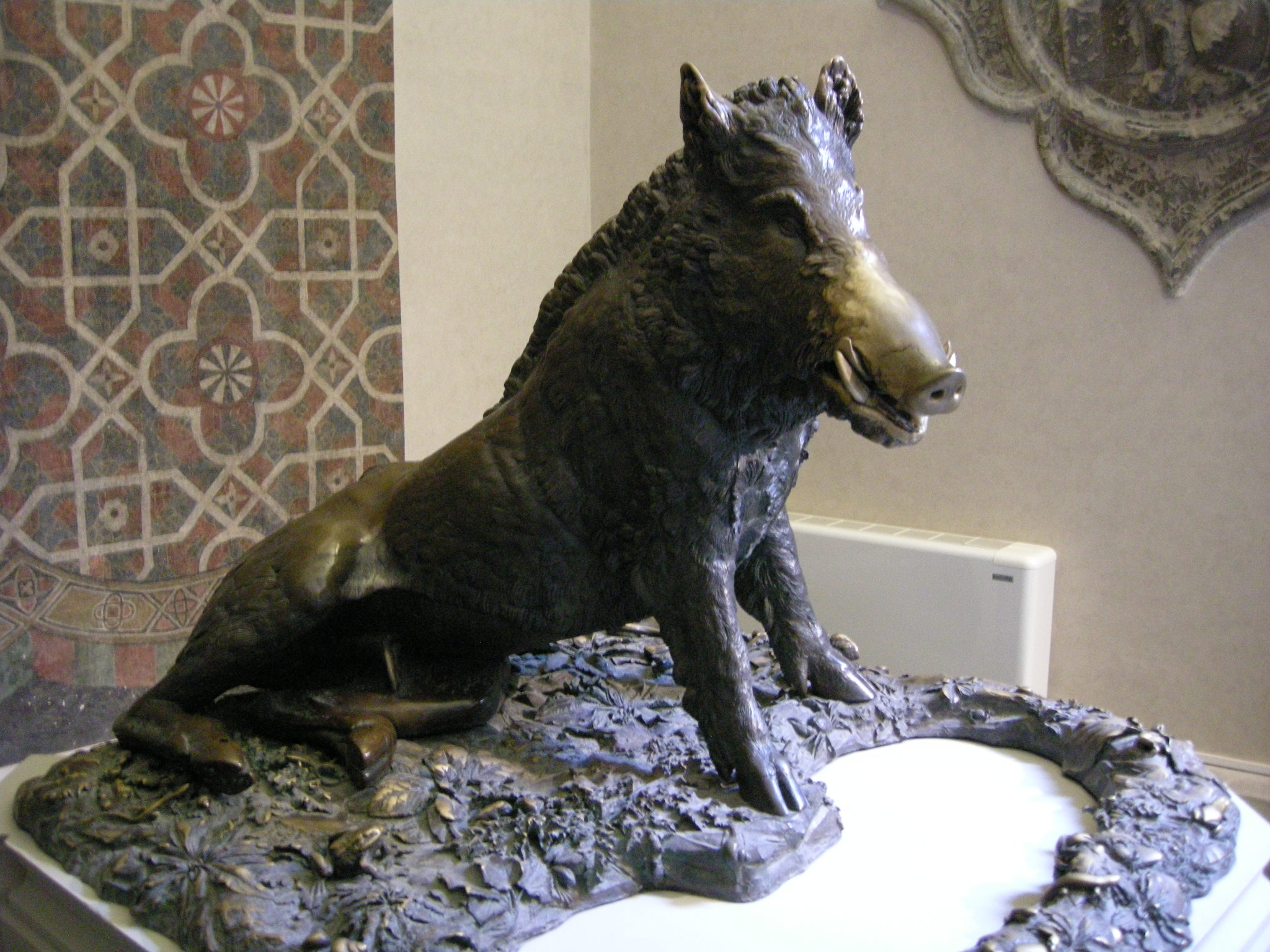
Бронзовий Porcellino (музей Бардіні)

Порчелліно (італ. Il Porcellino — поросятко) — місцева флорентійська назва бронзового фонтана із скульптурою кабана. Фігуру фонтана незадовго до 1634 року виліпив та відлив майстер бароко П'єтро Такка (1577—1640) за мармуровою італійською копією елліністичного мармурового оригіналу, який на той час містився в колекціях великих герцогів, а нині експонується в класичному відділі музею Уффіці. Оригінал, який у XVI столітті знайшов у Римі та перевіз до Флоренції Медічі, від часу його повторного відкриття асоціювався з калідонським вепром із грецького міфу.
Бронзова статуя Такки, яка затьмарила римський мармур, що слугував взірцем, спочатку призначалася для саду Боболі, а потім була перенесена до Меркато Нуово у Флоренції; фонтан спочатку був розвернутий на схід, на вулиці Калімала, перед аптекою, яка через це отримала назву Farmacia del Cinghiale (Cinghiale — італійською «кабан»). Щоб звільнити більше місця для ринкового руху, його пізніше перенесли на південний бік, де він стоїть нині, ставши однією з найпопулярніших туристичних пам'яток. Сучасна статуя — це копія, спочатку відлита 1998 року на ливарному заводі Фердинандо Марінеллі та замінена 2008 року, а бронзова статуя Такки зберігається в новому музеї Стефано Бардіні в Палаццо Моцці.
Відвідувачі Порчеллліно вставляють монету в роззявлену пащу кабана, щоб вона провалилася крізь решітку під нею на щастя, і терли його морду, щоб забезпечити повернення до Флоренції. Завдяки цій традиції, яку шотландський літературний мандрівник Тобіас Смоллетт описав ще 1766 року, морда була відполірована до блиску, тоді як решту тіла кабана вкрила патина тьмяного коричнево-зеленого кольору.[джерело?]

## Копії
Копії скульптури можна знайти у всьому світі. Ось деякі з місць:
США
- Сіднейська лікарня[en], Сідней, Новий Південний Уельс[4]

Бельгія
- Королівські теплиці Лакену[en], Брюссель
- Place de Bastogne, Кукельберг, Брюссель
- Парк Анґена, Анґен[en]
- Антверпенський зоопарк[en][5]

Канада
- Сади Бутчартів, Вікторія, Британська Колумбія
- Будівля сучасних мов (англ. Modern Languages building), Університет Ватерлоо, Ватерлоо, Онтаріо[6]
- Художня галерея Нової Шотландії, Галіфакс, Нова Шотландія

Данія
- Броторвет, Гольстебро

Франція
- Лувр, Париж
- Площа Рішельме, Екс-ан-Прованс

Німеччина
- Sitzender Keiler[en] (відтворення Мартіна Маєра[de]) у Борштеї[de] та перед Німецьким музеєм полювання та риболовлі[de],[7] Мюнхен

Італія
- Ріспесія[en], Гроссето, Тоскана

Японія
- Токіо, район Ніхонбасі, штаб-квартира корпорації «Піджен»

- Фудзі, префектура Сідзуока
- Uroko no Ie, Кітано-тьо[en], Кобе, префектура Хіого[8]

Норвегія
- Школа Слемдал (Осло)

Іспанія
- Парк Ель-Капрічо (Мадрид)

Швеція
- Лев і свиня[en], Стокгольм

Велика Британія
- Дербський дендрарій[en], Дербі, Англія
- Чатсворт-хаус, Дербішир, Англія
- Школа Льюестон[en], Дорсет, Англія
- Замок Говард, Північний Йоркшир
- Коледж Святої Марії[en], Дарем, Англія[9]
- Кіммергам-гаус[en], Скоттіш-Бордерс, Шотландія
- Осборн-гаус, острів Вайт, Англія

Австралія
- Арканзас
  - Кампус Університету Арканзасу, Фейєтвіль
- Каліфорнія
  - Виноробня Еберле,[10] Пасо-Роблс
  - Виноробня Віанса,[11] Сонома
- Колорадо
  - Музей мистецтв просто неба[en], Енглвуд
- Коннектикут
  - Чоат Розмарі Голл[en], Воллінгфорд
- Делавер
  - Музей природи і науки Делаверу[en], Вілмінгтон
- Джорджія
  - Особняк Армстронга Кесслера[en], 447 Булл-стріт, Саванна
- Гаваї
  - приватна колекція, Гонолулу
- Іллінойс,
  - Готель Riverview Inn & Suites, на річці Рок[en], Рокфорд
- Канзас
  - Торговий центр «The Villages», Прері-Вілледж
- Кентуккі
  - Луїсвілл, приватна колекція
- Луїзіана
  - Художня галерея RW Norton, Шривпорт
- Міссурі
  - Кантрі Клаб Плаза[en], північно-західний кут 47-ї вулиці та Ворнолл Роуд, Канзас-Сіті
- Невада
  - Готель Main Street Station Casino Brewery — у барі казино, Лас-Вегас
- Нью-Йорк
  - Саттон-Парк[12]
  - Парк розваг Great Escape & Splashwater Kingdom[en], Квінсбері
- Північна Кароліна
  - Ресторан Mar Boar, Воллес
- Пенсільванія
  - Колишній магазин Strawbridge & Clothier[en], Маркет-стріт, 801, Філадельфія
- Південна Кароліна
  - Пойнсетт Плаза, Грінвілл
- Техас
  - Торговий центр Plaza Skillman, Даллас
  - Далласький зоопарк[en], Даллас
  - Райс-Вілледж[en], Х'юстон
- Вермонт
  - Ліндон-центр[en][13]
- Вірджинія
  - Виноробня Stone Tower, Лісбург, Вірджинія[14]

## У масовій культурі
Скульптура з'являється як у літературі, так і на екрані.

### У літературі
Порчелліно фігурує у творі Ганса Крістіана Андерсена «Бронзовий кабан» у «Поетичному базарі». Меморіальна дошка поруч пояснює зв'язок між цим кабаном та оповіданням.

### У фільмі
Порчелліно з'являється у фільмі 2001 року «Ганнібал», коли головний інспектор Рінальдо Пацці (Джанкарло Джанніні) миє руки у фонтані.
Статуя ненадовго з'являється у фільмі «Гаррі Поттер і Таємна кімната» (2002), коли Гаррі Поттер і Рон Візлі піднімаються сходами Гоґвортсу після зіткнення з Вербою-Гримучою, а також знову на тих самих сходах під час сцени спогадів, де Том Редл розмовляє з Албусом Дамблдором. Також вона з'являється у фільмі «Гаррі Поттер і Смертельні реліквії — Частина 2» (2011) у Кімнаті Вимагання.[джерело?]
У фільмі 1962 року «Світло на площі» Фабриціо (Джордж Гамільтон) після купівлі квітів поплескав кабана по морді, щоб той приніс йому удачу.[джерело?]

## Галерея

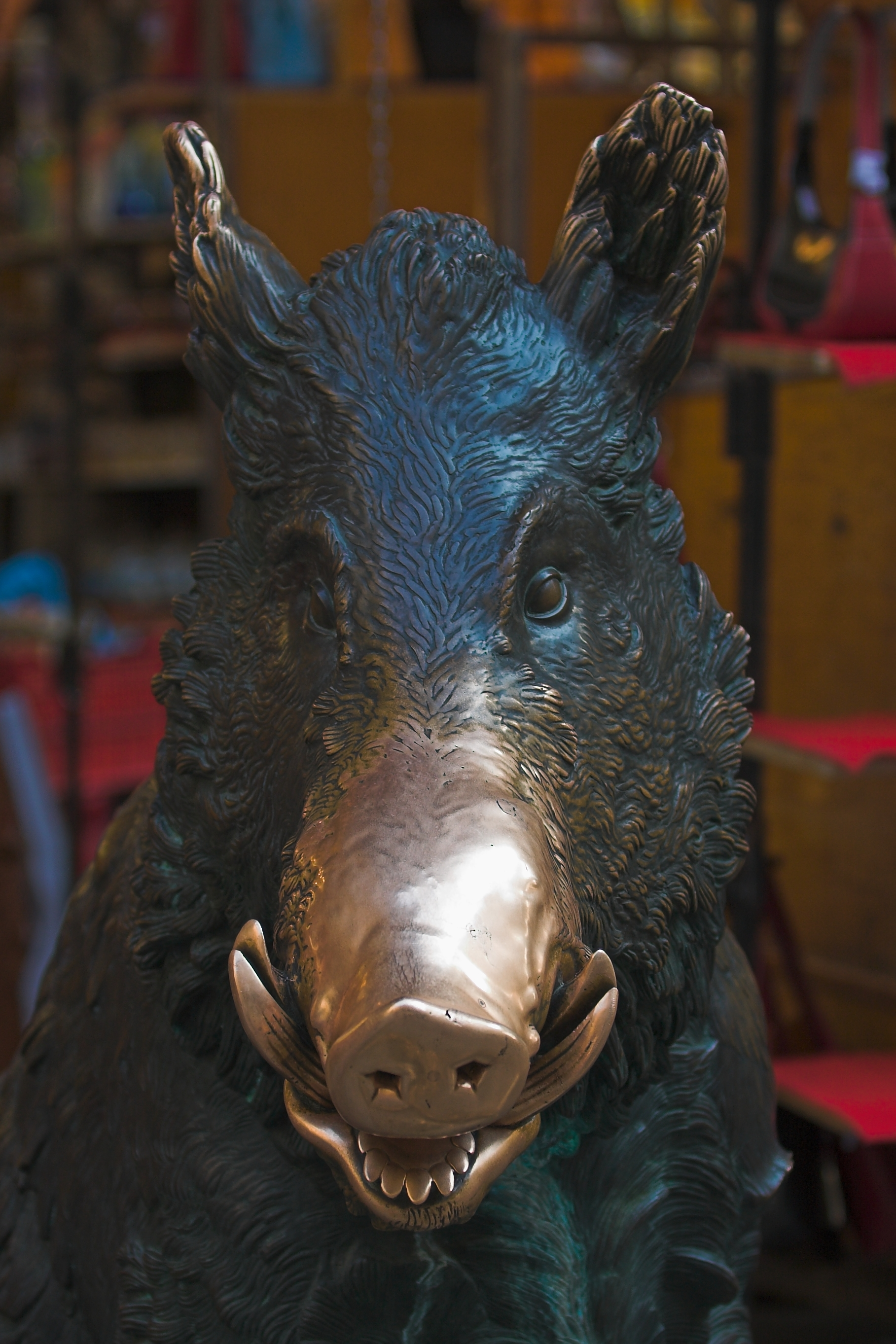
Потерте рило Порчелліно на Меркато Нуово, Флоренція, Італія
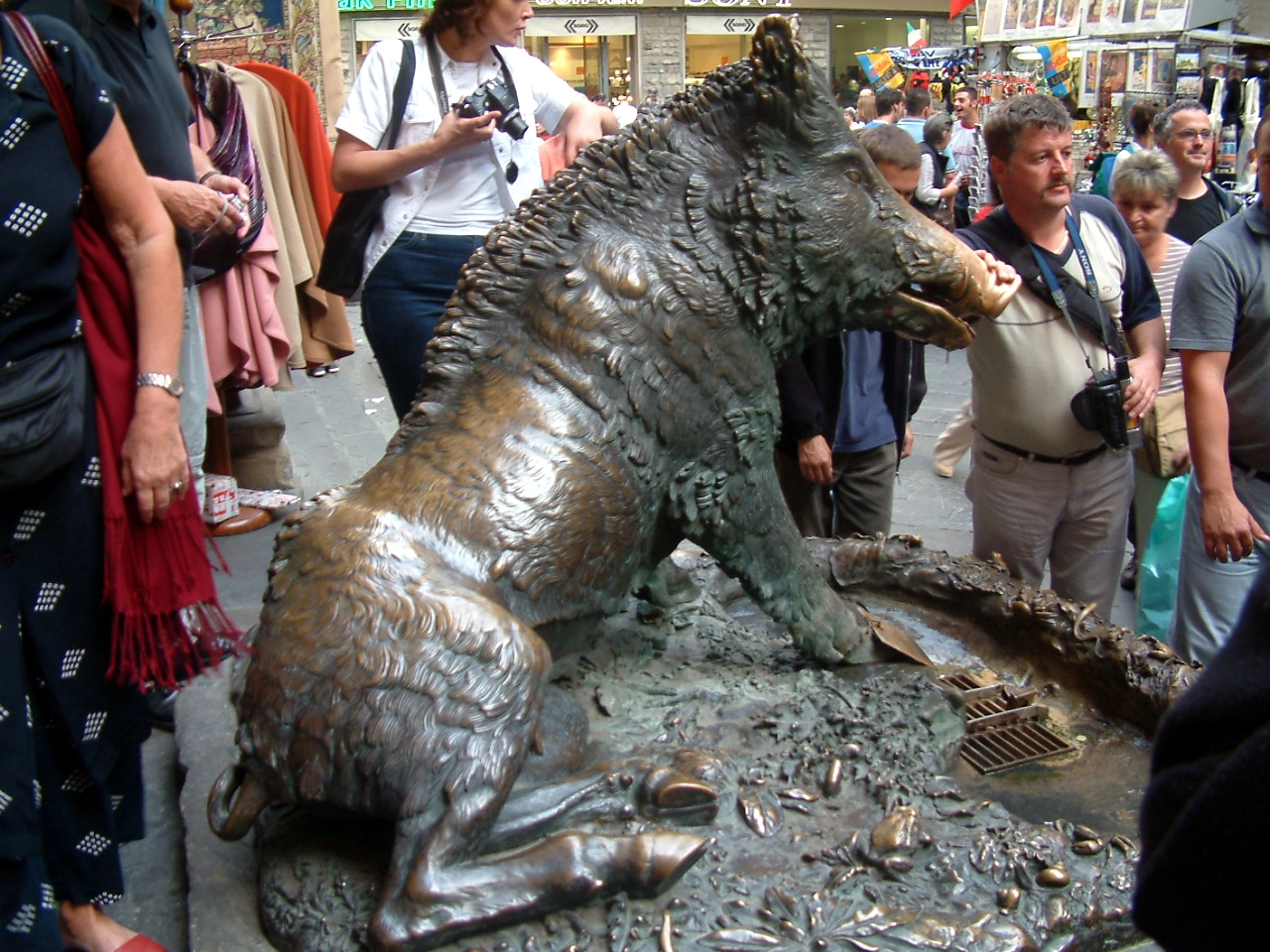
Порчелліно у Флоренції
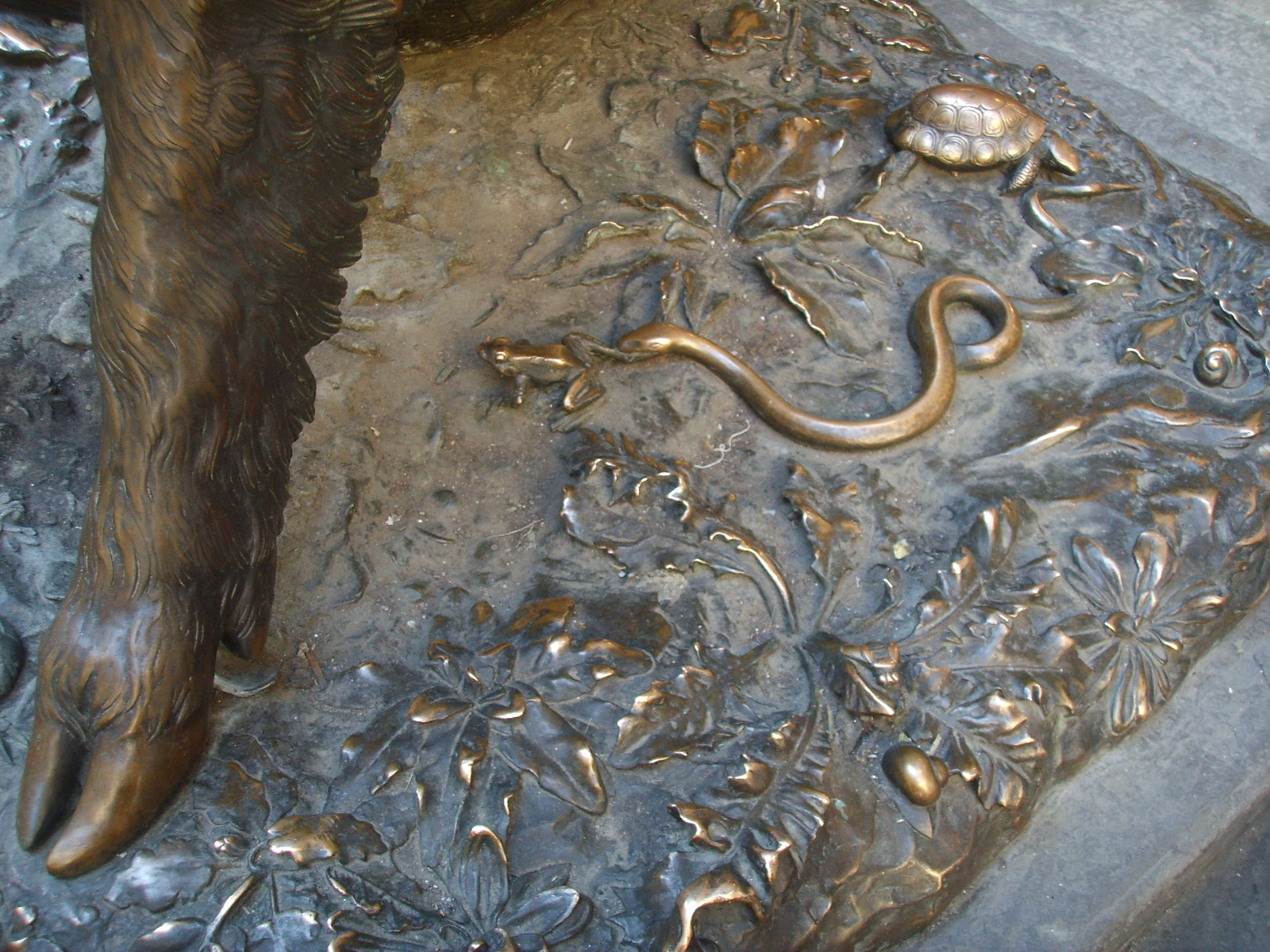
Деталь на основі
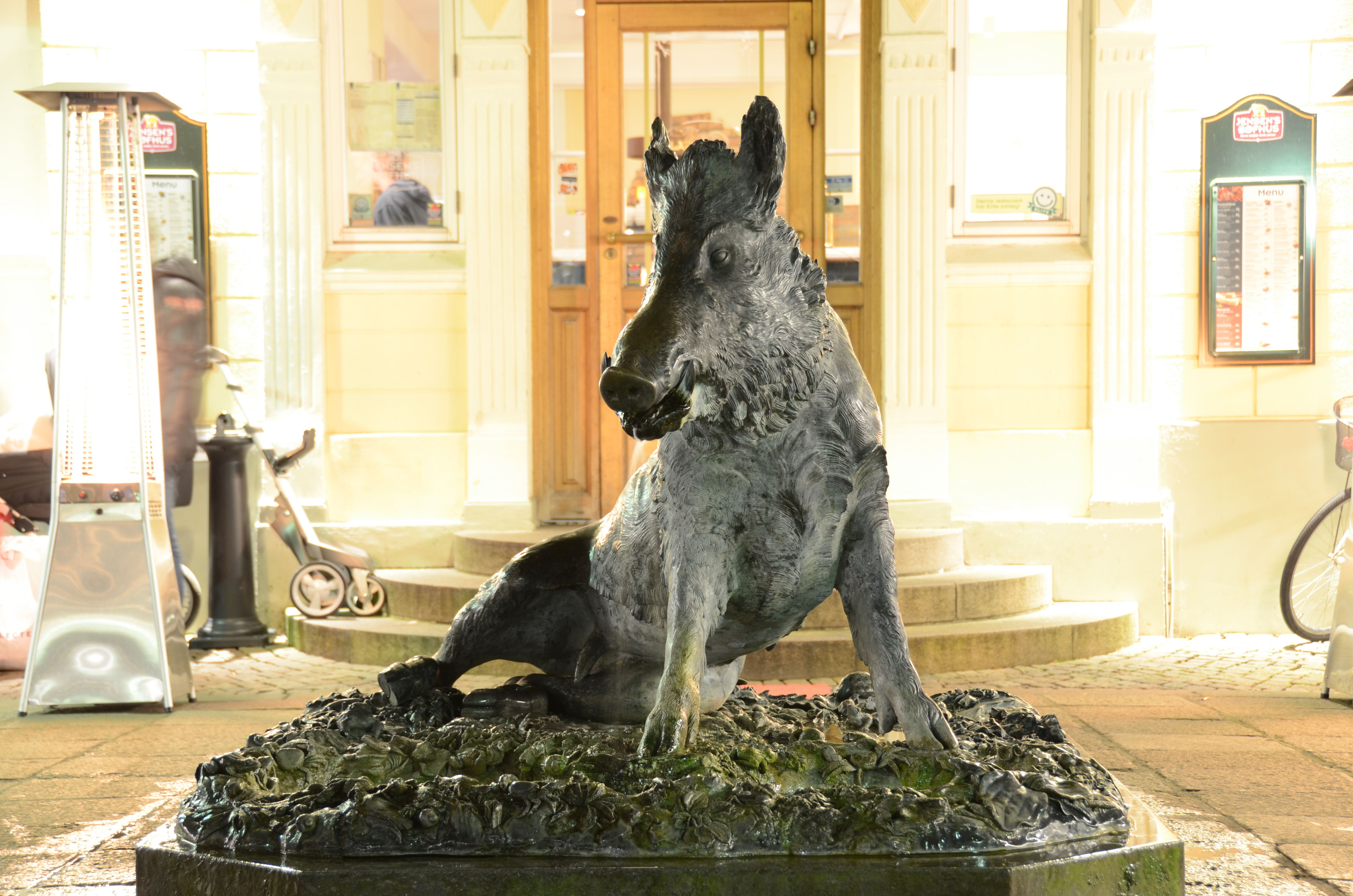
Порчелліно (Bronzesvinet) у Броторветі, Гольстебро, Данія
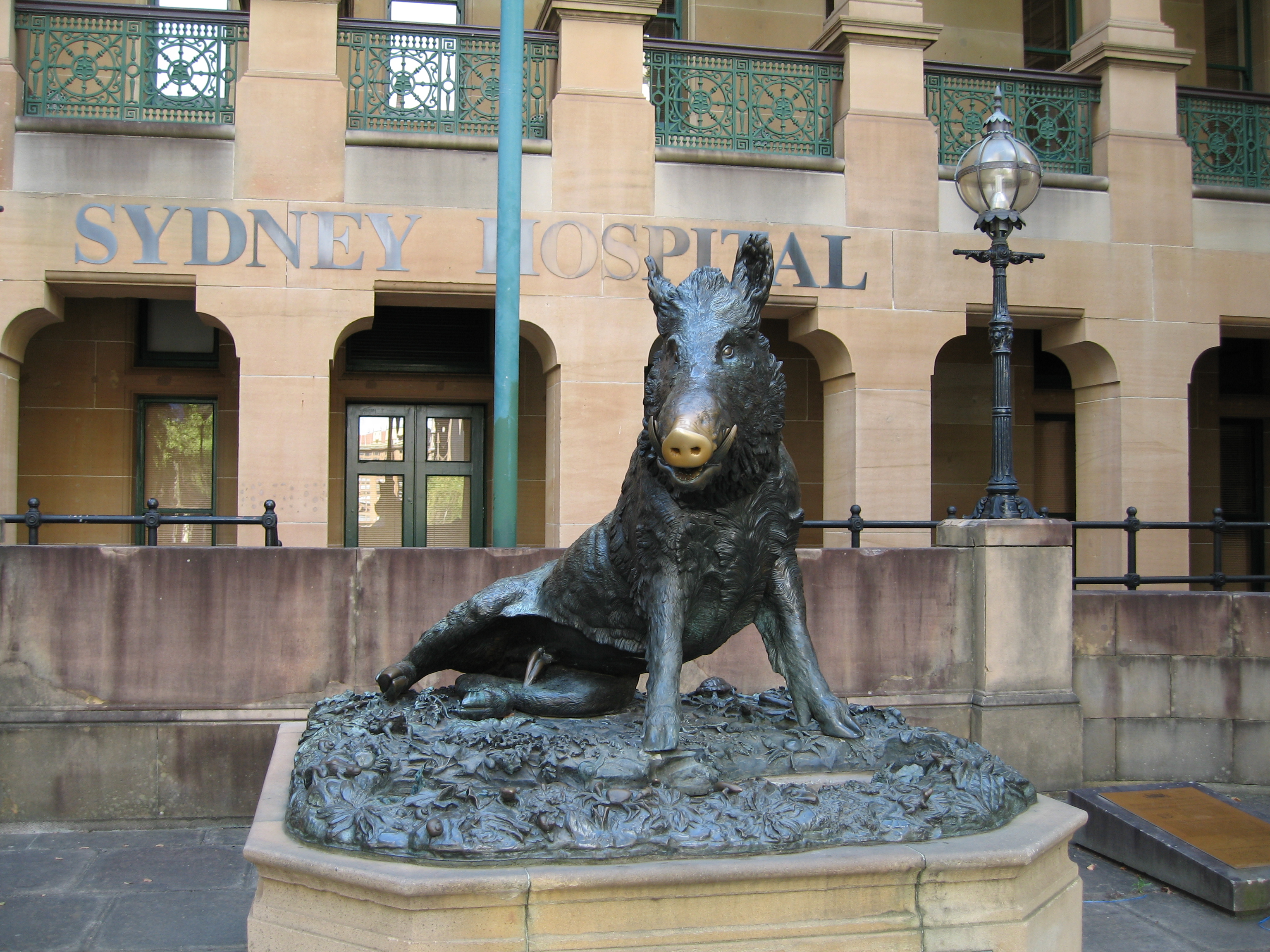
Копія (1962) в Сіднеї
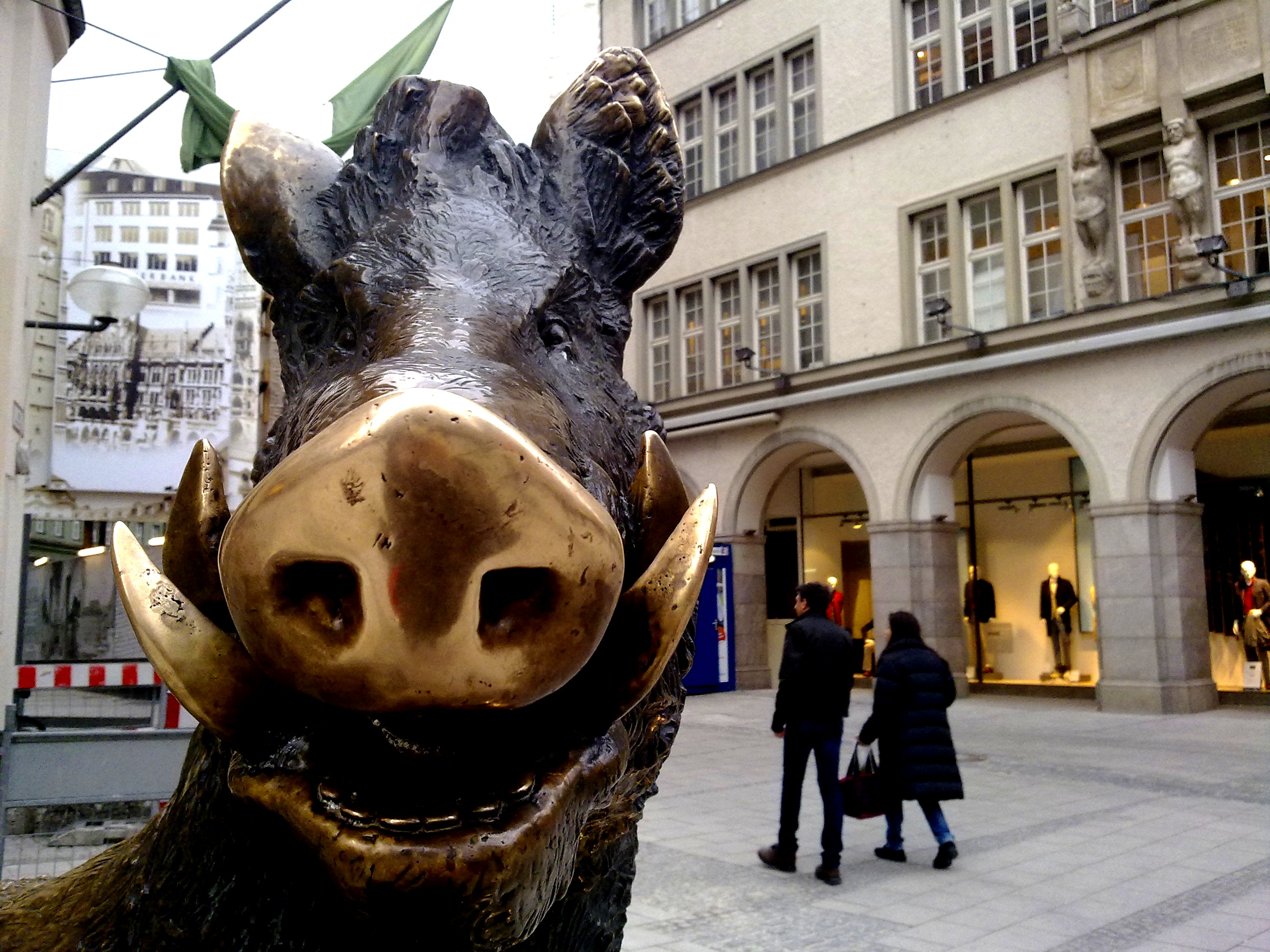
Перед Німецьким музеєм полювання та риболовлі[de], Мюнхен, Німеччина
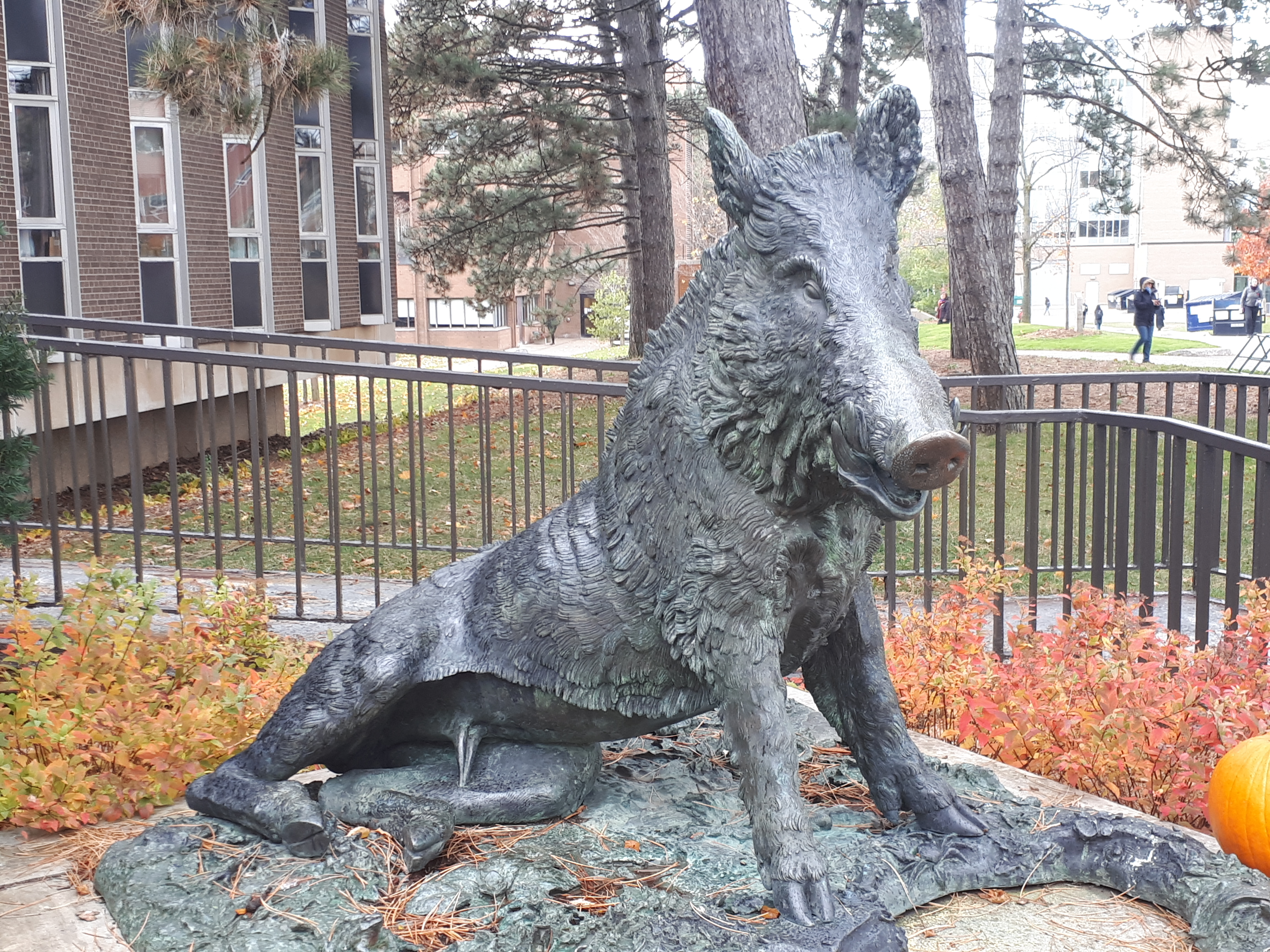
У кампусі Університету Ватерлоо
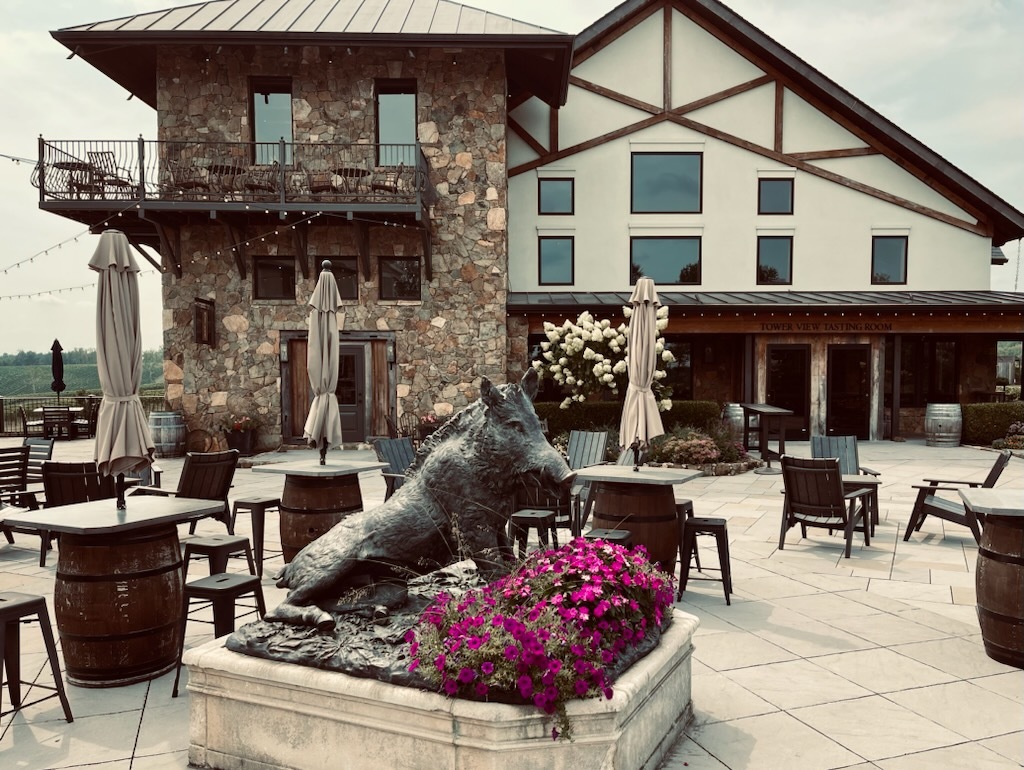
У виноробні Stone Tower, Лісбург, штат Вірджинія